# Ямал-300К
«Ямал-300К» — коммерческий геостационарный телекоммуникационный спутник средней размерности, принадлежащий российскому спутниковому оператору Газпром космические системы. Спутник изготовлен в ОАО «Информационные спутниковые системы» имени академика М.Ф. Решетнёва» и в 2012 году пополнил существующую группировку телекоммуникационных спутников Ямал.
Космический аппарат (КА) был запущен в точку стояния 90° в. д., для обслуживания территории России и стран СНГ в диапазонах частот С- и Ku- всеми видами современных услуг связи.
В 2015 году «Ямал-300К» был переведен в позицию 183 в.д. (или, более корректно - 177° з.д.), а на позиции 90° в. д. его заменил спутник «Ямал-401».

## История создания
В августе 2005 года компания  «Газком» (c 1 декабря 2008 года переименована в «Газпром космические системы») заключила контракт с РКК «Энергия» на производство двух малых спутников, «Ямал-301» и «Ямал-302». Как и предыдущие спутники серии «Ямал», новые спутники должны были быть построены на базе Универсальной космической платформы. Согласно контракту, в 2008 году КА «Ямал-301», оснащенный транспондерами С- и Ku-диапазонов, должен был быть запущен в орбитальную позицию 90° в. д., a его зоны обслуживания должны были повторять зоны обслуживания спутника «Ямал-201». Второй спутник, «Ямал-302», должен был занять позицию 55° в. д. и работать в Ku-диапазоне. Обладая правами на пять позиций на геостационарной орбите, «Газком» предполагал заполнить все эти позиции до 2015 года.
В середине 2008 года, через полтора года после начала работы над проектом, РКК «Энергия» перенесла запуск уже почти законченных аппаратов на 10 месяцев (на середину 2009 года) и начала процедуру расторжения контракта с целью увеличения его стоимости на 40 %. К этому времени «Газком» уже оплатил 50 % стоимости аппаратов. В апреле 2008 года началось судебное разбирательство между партнёрами и запуск был отложен до его окончания.
После длительного разбирательства и формальной победы «Газкома» в суде, компании заключили мировое соглашение, согласно которому РКК «Энергия» вернула полезную нагрузку, которую «Газпром космические системы» ранее самостоятельно купил у корпорации Sumitomo и передал «Энергии» для установки на КА, а также вернула все выплаченные по контракту авансы (около 1,4 млрд руб.).
После расторжения контракта с «Энергией», ОАО «Газпром космические системы» получило предложение от ОАО «Информационные спутниковые системы» имени академика М.Ф. Решетнёва» (ОАО ИСС) разместить уже имеющуюся полезную нагрузку спутников «Ямал-301» и «Ямал-302» на одном КА построенном на базе платформы «Экспресс-1000Н», которая значительно превосходит Универсальную космическую платформу по массе модуля полезной нагрузки. В мае 2009 года между ОАО «Газпром космические системы» и ОАО ИСС был подписан контракт и 17 июля 2009 года контакт вступил в силу. Согласно контракту, ОАО ИСС разрабатывало космический комплекс, состоящий из спутника связи «Ямал-300К» и наземного комплекса управления им. Находясь в орбитальной позиции 90° в. д., КА должен обеспечивать обслуживание России и стран СНГ в диапазонах частот С- и Ku- 29-ю транспондерами с характеристиками, достаточными для реализации всех видов современных услуг связи. В 2015 году, после вывода в позицию 90° в. д. спутника «Ямал-401» и переноса на него всех, работавших на "Ямал-300К", сетей и услуг, аппарат "Ямал-300К" был переведен в позицию 183° в. д. и используется для предоставления спутникового ресурса и оказания услуг связи на Дальнем востоке и в Тихоокеанском регионе.

## Запуск спутника
Первоначально запуск был назначен на середину 2011 года в кластерном пуске вместе со спутником «Телком-3» с помощью РН Протон-М и РБ Бриз-М. Для этого предполагалось использовать оптимизированную трассу выведения РН «Протом-М» с наклонением 48°. Так как эта трасса не оговорена в «Договоре аренды космодрома Байконур», каждый пуск необходимо дополнительно согласовывать с Казахстаном. В связи с запретом Казахстана в этот раз использовать трассу выведения с наклонением 48 градусов, потребовалось заменить сопутствующий аппарат: при выведении на орбиту по трассе с наклонением 51,5° суммарная масса КА «Ямал-300К» (1640 кг) и КА «Telkom-3» (1600 кг) превышала возможности РН «Протон». В связи с этим было решено, что с «Ямалом» будет стартовать более лёгкий спутник-ретранслятор «Луч-5Б» массой 950 кг.
Запуск спутника был произведён 3 ноября 2012 года с космодрома Байконур с помощью РН «Протон-М» со спутниками «Луч-5Б» и «Ямал-300К». Это был девятый космический запуск с начала 2012 года с использованием российской ракеты-носителя «Протон».
Пуск прошел в штатном режиме. В соответствии с программой выведения орбитальный блок отделился от третьей ступени ракеты-носителя в 1:13 МСК и продолжил автономный полет. Дальнейшее выведение космических аппаратов на целевую орбиту было выполнено за счет четырех включений маршевого двигателя разгонного блока «Бриз-М». Отделение космического аппарата «Ямал-300K» от разгонного блока произошло 3 ноября в 10:18, а «Луч-5Б» в 10:33 МСК.

## Конструкция

### Космическая платформа
КА «Ямал-300К» построен на базе спутниковой платформы Экспресс-1000Н, которая по своим удельным техническим и эксплуатационным характеристикам более чем в два раза превосходит платформу спутников «Экспресс АМ33/44» МСС-767, предыдущую платформу ОАО ИСС. Одной из особенностей платформы является комбинированная система терморегулирования, где применяется полностью резервированный жидкостный контур. Оборудование платформы размещено на сотопанелях (с внутренним строением типа пчелиных сот), которые в свою очередь крепятся на изогридную («вафельную») центральную трубу. На платформе применяются солнечные батареи на основе трёхкаскадных арсенид-галлиевых фотопреобразователей производства ОАО НПП «Квант» (г. Москва), литий-ионные аккумуляторные батареи Saft VS 180 производства французской компании Saft и стационарные плазменные двигатели СПД-100 производства ОКБ Факел (г. Калининград) для осуществления коррекции по долготе и широте.
Вес спутника на орбите — около 1640 кг и он имеет срок активного существования более 14 лет. Мощность, выделяемая платформой для питания бортового ретрансляционного комплекса составляет 5600 Вт.

### Полезная нагрузка
Оборудование полезной нагрузки было изготовлено на предприятиях японской корпорации «Sumitomo» в расчёте на Универсальную Космическую Платформу РКК «Энергии». Эта платформа имеет интерфейсы, отличные от «Экспресс-1000Н». ОАО ИСС пришлось адаптировать свою платформу к уже имеющейся полезной нагрузке, для чего пришлось разработать дополнительные устройства, как например блоки питания бортового радиокомплекса, и проводить множество дополнительных испытаний.
Полезная нагрузка КА «Ямал-300К» включает 4 луча:
- Фиксированный контурный луч C-диапазона с 11-ю транспондерами по 72 МГц. Из позиции 90° в. д. обслуживал видимую территории России и прилегающих стран. Из позиции 183° в. д. зона обслуживания включает российский Дальний Восток, север Японии и Китая, Аляску с западной частью Канады и северную часть Тихого океана.    ЭИИМ стволов: 45 — 47 дБВт, G/T (добротность стволов): 0 — 2,5 дБ/К, выходная мощность линеализированных усилителей C-диапазона 110 Вт[18][2];

- «Северный луч 1» Ku-диапазона работает с 6-ю транспондерами по 72 МГц. Из позиции 90° в. д. предназначался для работы на всей видимой территории России и прилегающих стран.  Из позиции 183° в. д. обслуживает российский Дальний Восток, северную часть Тихого океана, Аляску и западную часть Канады. ЭИИМ стволов: 43—51 дБВт, G/T: от −3,0 до +4,0 дБ/К, выходная мощность линеализированных усилителей Ku-диапазона 140 Вт[18][2];

- «Северный луч 2» Ku-диапазона работает с 9-ю транспондерами по 72 МГц. Из позиции 90° в. д. предназначался для работы на территории Европейской части России. Из позиции 183° в. д. обслуживает российский Дальний Восток, включая Чукотку. ЭИИМ стволов: до 48,5 дБВт, G/T: до 1,5 дБ/К[18][2];

- «Перенацеливаемый луч» Ku-диапазона работает с 3-ю транспондерами по 72 МГц. ЭИИМ стволов: до 51 дБВт, G/T: до 4 дБ/К[18][2];